# Trofeo Federale 2011
Il Trofeo Federale 2011 è stato la 26ª edizione di tale competizione, l'ultima con questa forma e denominazione, e si è concluso con la vittoria del Tre Fiori, al suo quarto titolo, grazie ad un successo per 2-1 in finale.

## Risultati
- Semifinali - 14 settembre 2011

A)  Tre Fiori -  Virtus 3 - 0
B)  Juvenes/Dogana -  Tre Penne 2 - 1
- Finale - 28 settembre 2011

C)   Tre Fiori -  Juvenes/Dogana 2 - 1 (d.t.s.)